# Melon
Melon (кор.: хангиль: 멜론, НЛ: Mellon) — південнокорейський музичний онлайн-магазин і сервіс потокової передачі музики, представлений у листопаді 2004 року та розроблений SK Telecom. LOEN Entertainment (перейменована в Kakao M, а потім у Kakao Entertainment) стала відповідальною компанією за цей сервіс в 2009 році. У 2017 році Kakao об'єднав Kakao Music із Melon, щоб отримати єдиний сервіс потокової передачі музики.
Melon — це найбільший музичний сервіс Південної Кореї з понад 28 мільйонами користувачів. Опитування користувачів смартфонів показало, що найчастіше корейці користуються такими додатками. Користувачі Melon можуть транслювати та завантажувати музику та музичні відео та створювати власні рингтони. Сервіс доступний на Android та iOS.
Назва «Melon» є портманто словосполучення «melody on».

## Історія
Melon був заснований 16 листопада 2004 року в Південній Кореї компанією SK Telecom, найбільшим оператором бездротового зв'язку Південної Кореї. У середньому він залучив понад 10 000 підписників на день, перевищивши 310 000 за перші кілька місяців. У жовтні 2008 року SK Telecom передала більшу частину акцій Melon своєму акціонеру Loen Entertainment приблизно за 24,3 мільярда вон. У липні 2013 року SK Planet, дочірня компанія SK Telecom, продала 52,56 % своєї частки в Loen Entertainment компанії Star Invest Holdings Limited, дочірній компанії Affinity Equity Partners, гонконгської приватної інвестиційної компанії. Пізніше в січні 2016 року Kakao придбав 76,4 % акцій компанії за 1,87 трильйона вон (приблизно 1,64 мільярда доларів). У 2018 році Kakao M відокремилася від Kakao, але Melon залишився.
У 2021 році Melon об'єднався з Kakao Entertainment і був перейменований на «Melon M». Цей спільний проєкт мав на меті закріпити лідерство в індустрії шоу-бізнесу. Лі Че Ук очолив проєкт. На той час потокова платформа мала 33 мільйони користувачів і близько 5 мільйонів платних користувачів.

## Міжнародні операції
У 2010 році Melon було запущено компанією SK Telecom в Індонезії у партнерстві з Telkom Indonesia. У 2016 році Telkom Indonesia викупила весь пакет акцій, який раніше належав SK Telecom, після вилучення SK Telecom з усіх бізнесів Melon, таким чином зробивши Melon Indonesia індонезійською компанією.

## Акції

### Музичні програми на ТБ
Melon є головним спонсором наступних музичних шоу:
- Inkigayo (SBS)
- Show! Music Core (MBC, серпень 2014 — березень 2018)
- Show Champion (MBC Music, січень 2013 — травень 2018)
- Music Bank (KBS 2TV, з січня 2020)

### Melon Music Awards
У 2009 році LOEN Entertainment започаткувала Melon Music Awards (MMA), нагороджувальну премію, яка займається підрахунком цифрових продажів і онлайн-голосуванням для визначення переможців.

## Похвали
Melon став одним із «25 найкращих додатків Кореї» на конкурсі App Awards Korea 2011.
Melon було відзначено на премії Trusted Brand Awards 2012.
Melon отримав «Головну премію за цифровий вміст» на церемонії нагородження Korean Digital Management Innovation Awards у 2012 році.
Melon було визнано в рейтингу Korea Brand Power Index 2012 року.
У листопаді 2013 року на святкуванні 44-ї річниці компанія Ilgan Sports поставила Melon на 3-е місце серед найвпливовіших організацій у K-pop індустрії.